# プリンス・ウィリアム・カップ
プリンス・ウィリアム・カップ（Prince William Cup）は、ラグビーユニオンのウェールズラグビー協会100年を記念し2007年に創設され、ウェールズと南アフリカ共和国との対戦において勝者に授与されるトロフィーである。

## 概要
ラグビーユニオンのウェールズラグビー協会の副王室後援者であるプリンス・オブ・ウェールズ（ウィリアム王子）にちなんで名付けられた。
2007年11月24日、ウェールズの首都カーディフにあるミレニアム・スタジアムで開催されたウェールズ対南アフリカ共和国の対戦で34-12勝利した南アフリカ共和国に、ウィリアム王子自身からトロフィーが授与された。 
以後、夏のテストマッチや、秋のテストマッチにおいて、トロフィーを賭けて対戦が行われる。ワールドカップ開催年など、日程の都合で実施されない年がある。

## トロフィー
高さ55センチ、厚さ1.5ミリ、縦長の円錐形カップ。銀製で、23カラット（純度95.8%）の金メッキが施されている。

## 名称に関する議論
この賞をウィリアム王子にちなんで命名したことは、ウェールズで論争を巻き起こした。
反対派は、2007年10月31日に亡くなったウェールズ代表選手レイ・グラヴェル（Ray Gravell）にちなんだ名称にするよう、ウェールズ協会に求めた。
地元の週刊新聞紙カンブリアン・ニュース（Cambrian News）は、グラヴェルに敬意を表してカップの名前を変更するよう求めた。11月6日にウェールズ国民議会でもこの問題が提起されたが、ウェールズ政府は見解も責任もないと述べるにとどまった。
11月15日、ウェールズの首都カーディフにあるミレニアム・スタジアムで行われたグラヴェルの葬儀には、ウェールズ首相を含む多くの人々が参列した。
11月24日、ミレニアム・スタジアムで行われた試合で、ウィリアム王子自身がトロフィーを最初の勝者に授与した。 

## 対戦集計
2024年11月24日現在。

### 優勝回数
- 南アフリカ共和国：12回
- ウェールズ：4回

| ホスト会場               | 試合数   | 南アフリカ共和国 · の勝利数 | ウェールズ · の勝利数 | 引き分け | 南アフリカ共和国 · の得点 | ウェールズ · の得点 |
| ------------------------ | -------- | --------------------------- | --------------------- | -------- | ------------------------- | ------------------- |
| 南アフリカ共和国での開催 | 6        | 5                           | 1                     | 0        | 193                       | 126                 |
| ウェールズでの開催       | 13       | 9                           | 4                     | 0        | 313                       | 227                 |
| 中立な場所での開催       | 1        | 0                           | 1                     | 0        | 20                        | 347                 |
| 合計                     | 20       | 14                          | 6                     | 0        | 429                       | 347                 |
| 優勝回数                 | 優勝回数 | 12                          | 4                     |          |                           |                     |

## 対戦結果
出典：
- ST – サマーテスト（北半球の夏季にウェールズが、冬季の南半球へ遠征）
- AI – オータム・インターナショナル（南半球の春に南アフリカ共和国が、北半球の秋のヨーロッパなどへ遠征）

| 年   | 日付     | 会場                                                            | ホーム           | 得点  | アウェイ         | 優勝                 | 備考   |
| ---- | -------- | --------------------------------------------------------------- | ---------------- | ----- | ---------------- | -------------------- | ------ |
| 2007 | 11月24日 | ミレニアム・スタジアム（カーディフ）                            | ウェールズ       | 12–34 | 南アフリカ共和国 | 南アフリカ共和国の旗 | [ 10 ] |
| 2008 | 6月7日   | フリーステイト・スタジアム（ブルームフォンテーン）              | 南アフリカ共和国 | 43–17 | ウェールズ       | 南アフリカ共和国の旗 | [ 11 ] |
| 2008 | 6月14日  | ロフタス・ヴァースフェルド・スタジアム（プレトリア）            | 南アフリカ共和国 | 37–21 | ウェールズ       | 南アフリカ共和国の旗 | [ 12 ] |
| 2008 | 11月8日  | ミレニアム・スタジアム（カーディフ）                            | ウェールズ       | 15–20 | 南アフリカ共和国 | 南アフリカ共和国の旗 | [ 13 ] |
| 2010 | 6月5日   | ミレニアム・スタジアム（カーディフ）                            | ウェールズ       | 31–34 | 南アフリカ共和国 | 南アフリカ共和国の旗 | [ 14 ] |
| 2010 | 11月13日 | ミレニアム・スタジアム（カーディフ）                            | ウェールズ       | 25–29 | 南アフリカ共和国 | 南アフリカ共和国の旗 | [ 15 ] |
| 2013 | 11月9日  | ミレニアム・スタジアム（カーディフ）                            | ウェールズ       | 15–24 | 南アフリカ共和国 | 南アフリカ共和国の旗 | [ 16 ] |
| 2014 | 6月14日  | キングス・パーク・スタジアム（ダーバン）                        | 南アフリカ共和国 | 38–16 | ウェールズ       | 南アフリカ共和国の旗 | [ 17 ] |
| 2014 | 6月21日  | ムボンベラ・スタジアム（ネルスプロイト）                        | 南アフリカ共和国 | 31–30 | ウェールズ       | 南アフリカ共和国の旗 | [ 18 ] |
| 2014 | 11月29日 | ミレニアム・スタジアム（カーディフ）                            | ウェールズ       | 12–6  | 南アフリカ共和国 | ウェールズの旗       | [ 19 ] |
| 2016 | 11月26日 | ミレニアム・スタジアム（カーディフ）                            | ウェールズ       | 27–13 | 南アフリカ共和国 | ウェールズの旗       | [ 20 ] |
| 2017 | 12月2日  | ミレニアム・スタジアム（カーディフ）                            | ウェールズ       | 24–22 | 南アフリカ共和国 | ウェールズの旗       | [ 21 ] |
| 2018 | 6月2日   | ロバート・F・ケネディ・メモリアル・スタジアム（ワシントンD.C.） | 南アフリカ共和国 | 20–22 | ウェールズ       | ウェールズの旗       | [ 22 ] |
| 2018 | 11月24日 | ミレニアム・スタジアム（カーディフ）                            | ウェールズ       | 20–11 | 南アフリカ共和国 | 南アフリカ共和国の旗 | [ 23 ] |
| 2021 | 11月6日  | ミレニアム・スタジアム（カーディフ）                            | ウェールズ       | 18–23 | 南アフリカ共和国 | 南アフリカ共和国の旗 | [ 24 ] |
| 2022 | 7月2日   | ロフタス・ヴァースフェルド・スタジアム（プレトリア）            | 南アフリカ共和国 | 32–29 | ウェールズ       | 南アフリカ共和国の旗 | [ 25 ] |
| 2022 | 7月9日   | フリーステイト・スタジアム（ブルームフォンテーン）              | 南アフリカ共和国 | 12–13 | ウェールズ       | 南アフリカ共和国の旗 | [ 26 ] |
| 2022 | 7月16日  | DHLスタジアム（ケープタウン）                                   | 南アフリカ共和国 | 30–14 | ウェールズ       | 南アフリカ共和国の旗 | [ 27 ] |
| 2023 | 8月29日  | ミレニアム・スタジアム（カーディフ）                            | ウェールズ       | 16–52 | 南アフリカ共和国 | 南アフリカ共和国の旗 | [ 28 ] |
| 2024 | 11月23日 | ミレニアム・スタジアム（カーディフ）                            | ウェールズ       | 12–45 | 南アフリカ共和国 | 南アフリカ共和国の旗 | [ 29 ] |